# Stephen Gately
Stephen Patrick David Gately (født 17. marts 1976 i Dublin, død 10. oktober 2009 i Palma de Mallorca[kilde mangler]) var en irsk sanger, kendt som medlem af Boyzone, hvor han sammen med Ronan Keating var en af gruppens to forsangere. 
I perioden efter gruppens opløsning i 2000 fortsatte han som soloartist, og ved siden af sin sangerkarriere fik han også adskillige sceneroller, især i musicals, men der kom også roller i skuespil samt i enkelte film.
Da Boyzone i 2007 blev genforenet, var Gately også med, og gruppen fik et ganske vellykket comeback med et nyt album og større turnevirksomhed.
Gately var i gang med at skrive en bog, da han blev fundet død i sin feriebolig på Mallorca.

## Diskografi

### Med Boyzone
- Said and Done (1995)
- A Different Beat (1996)
- Where We Belong (1998)

### Solo
Album
| Titel         | Albumdetaljer                                                | Højeste hitlisteplacering |
| Titel         | Albumdetaljer                                                | UK                        |
| ------------- | ------------------------------------------------------------ | ------------------------- |
| New Beginning | - Udgivet: 2000 - Format: CD - Pladeselskab: Universal Music | 9                         |

Singler
| År   | Titel                         | Højeste hitlisteplacering | Højeste hitlisteplacering |
| År   | Titel                         | UK                        | AUS                       |
| ---- | ----------------------------- | ------------------------- | ------------------------- |
| 2000 | "New Beginning"/"Bright Eyes" | 3                         | 92                        |
| 2000 | "I Believe"                   | 11                        | —                         |
| 2001 | "Stay"                        | 13                        | —                         |
| 2007 | "Children of Tomorrow"        | —                         | —                         |

### Other appearances
| År   | Titel                                         | Album                              |
| ---- | --------------------------------------------- | ---------------------------------- |
| 1999 | "Chiquitita"                                  | Fra t'ABBAmania opsamlingsalbummet |
| 2009 | "Little Drummer Boy" (duet med Ronan Keating) | Winter Songs                       |